# Heritage Plaza
Heritage Plaza – wieżowiec w Houston w Stanach Zjednoczonych. Zaprojektowała go firma M. Nasr & Partners w stylu postmodernistycznym. Ma 232 metry wysokości i 53 piętra nad ziemią oraz 1 kondygnację podziemną. Mieści w sobie głównie biura. Poza tym znajdują się tu między innymi parking, centrum fitness i restauracja. Budynek mieści także siedzibę ChevronTexaco Corporation. Obecnie wieżowiec jest na 5. miejscu wśród najwyższych w Houston, należy także do 100 najwyższych w Stanach Zjednoczonych. Nie jest on połączony z siecią tuneli podziemnych, ma jedynie połączenie z 20-piętrowym DoubleTree Hotel Houston-Allen Center.